# Горностаев, Алексей Максимович
Алексе́й Макси́мович Горноста́ев (18 февраля 1808, Нижний Новгород — 18 декабря 1862, Санкт-Петербург) — русский архитектор, идеолог и практик эклектического «русского стиля», художник-график и педагог. Академик (с 1838) и профессор (с 1849) Императорской Академии художеств, коллежский советник (1859).
Алексей Горностаев создал много зданий для частных заказчиков и государства, но прославился в первую очередь как церковный зодчий. В течение двух десятилетий он работал над комплексом Валаамского монастыря. Горностаев также строил в Троице-Сергиевой пустыни (Сергиевская и надвратная церкви, братский корпус, часовни), в Старой Ладоге (церковь Иоанна Златоуста Никольского монастыря, больница в Успенском монастыре и др.), в Тихвинском уезде. Последним и одним из важнейших проектов зодчего стал Успенский собор в Гельсингфорсе — крупнейший православный храм в Северной Европе.

## Биография

### Семья и ранние годы

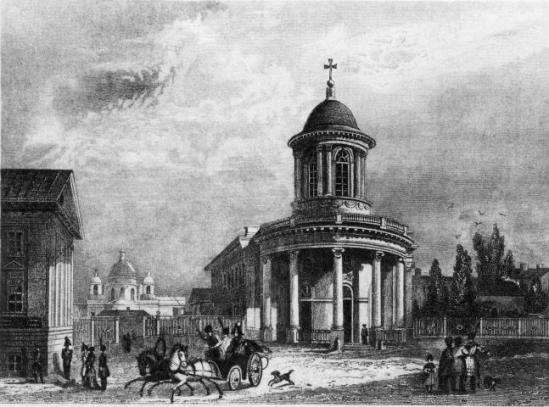
Лютеранская церковь Церковь Святой Анны в Санкт-Петербурге, гравюра Гоберта по рисунку Алексея Горностаева, 1834

Алексей Максимович Горностаев родился в Ардатовском уезде Нижегородской губернии и стал младшим из пяти сыновей мещанина Максима Перфильевича Горностаева (1740—1809). Максим Перфильевич был крепостным мастеровым тульского промышленника И. Р. Баташева, благодаря неустанному труду сумевшим выучить три иностранных языка, получить инженерное образование, дослужиться до поста главноуправляющего Выксунских металлургических заводов. В 1803 году Горностаев-старший получил вольную на всю семью (жену, дочь и пятерых сыновей — Ивана, Федора, Василия, Алексея, Александра) за «неусыпные труды», в том числе работу над проектированием и строительством проволочного завода. Отец умер в 1809 году, когда Алексею было всего девять месяцев.
После смерти Максима Перфильевича вдове с детьми помогал бывший начальник Горностаева, зять Баташева отставной генерал Дмитрий Шепелёв. Частый гость дома Шепелёвых Павел Свиньин заметил у маленького Алексея талант к рисованию и убедил дать тому художественное образование. Будущая карьера архитектора Алексея Горностаева сложилась во многом благодаря его брату — Василию Максимовичу (1765—1856), первого зодчего из династии Горностаевых. Он был каменных дел мастером, в 1820—1823 годах работал старшим помощником у Василия Стасова при реконструкции Екатерининского дворца в Царском селе, затем самостоятельно над различными проектами. От Василия Максимовича Алексей получил значительные практические знания в области архитектуры. 27 мая 1823 года Алексея Максимовича взяли на службу копиистом в Ардатовское учебное правление питейного сбора, сотрудников которого также являлся старший брат Василий. К шестнадцати годам Горностаев дослужился до подканцеляриста, а к семнадцати получил пост канцеляриста.

### Начало карьеры и государственная служба
В 1826 Алексей последовал за братом в Петербург. Первое время он занимался созданием вывесок и этикеток и сотрудничал с издательством Свиньина. При протекции Василия он получил должность губернского регистратора в Департаменте разных податей и сборов, однако уже годом позже оставил службу: он получил предложение от Павла Свиньина поехать в качестве рисовальщика в совместное путешествие по России. В 1827—1828 годах они посетили Ригу, Митаву, Ревель, Карелию, Соловки, Архангельск, Киев, Москву, Кострому, Галич, Вологду, Кириллов, Тихвин, Сергиев Посад. В этой поездке Горностаев зарисовывал интересные архитектурные постройки, интерьеры, старинную утварь. Путешествие по стране стала важным этапом в обучении Горностаева, заложив основы его интереса к «русскому стилю».
В 1820-х Алексей Горностаев учился у Доменико Жилярди. В источниках приводятся разные даты: предположительно, это было в 1828—1829 годах после возвращения в Петербург из поездки со Свиньиным. Тогда Василий Максимович устроил брата «архитекторским учеником» к себе в ведомство Царскосельского дворцового правления. Одним из учителей молодого Алексея Максимовича был Василий Глинка: академик высоко оценил художественные работы Горностаева с изображениями древнерусских церквей. В 1831 году Алексей был представлен Александру Брюллову и принят на работу в строительстве Михайловского театра.

Александр Павлович остался ими доволен. Особенно отмечал он художественный талант Алексея. Брюллов добивается для юного Горностаева заказа на иллюстрирование альбома Башуцкого «Виды Петербурга». Получив за выполненный заказ немалые деньги, в 1834 году А. М. Горностаев уезжает на четыре года в Италию с рекомендательным письмом к Карлу Брюллову от братьев живописца Александра и Фёдора. О теплых встречах прославленного художника и будущего архитектора свидетельствует известный портрет А. М. Горностаева, написанный К. П. Брюлловым в Болонье вдохновенно и с особой проникновенностью…

В 1834 году, по окончании строительства Михайловского театра, Алексей Максимович получил звание свободного художника от Академией художеств и премию в одну тысячу рублей. На эти средства он в том же году отправился в путешествие по странам Европы, чтобы получить дополнительное архитектурное образование. Поездка продлилась четыре года, большую часть времени Горностаев провёл в Италии. В 1837 году он прислал в Россию два альбома с рисунками: проект реставрации храма Юпитера в Помпеях, виды собора в честь Рождества Пресвятой Богородицы в Монреале на Сицилии. За эти работы Горностаев получил Императорскую награду в двести червонцев, а годом позже — звание академика архитектуры. После этого Горностаев получил должность младшего архитектора в комиссии по восстановлению Зимнего дворца после пожара 17 декабря 1837 года. В ней он проработал два года под руководством Александра Брюллова.

### Самостоятельная практика
В 1840 году Горностаев начал самостоятельную архитектурную практику. Став академиком, он женился на итальянке католичке Кларе Львовне (в девичестве Дженари). В браке у них родилось 8 детей, 4 сына и 4 дочери: Вадим (03.09.1840—28.01 1899), Диодор (17.7 1843 — после 1863), Юлий (12.6.1849— 1914-15), Евгений (15.07.1852—02.05.1911), Людмила (09.01.1842—1898), Лидия (02.12.1845— после 1899), Рахиль (23.05.1855—1941), Зоя (03.03.1857—1936). В 1843 году Горностаев получил должность архитектора Министерства внутренних дел, которую занимал до конца жизни. В 1845—1847 годы он также числился архитектором Капитула российских орденов.
В 1840-х у Горностаева начался новый этап в карьере: в этот период он практически перестал работать в светской архитектуре и занялся церковным зодчеством. Одним из самых значительных проектов Горностаева стал комплекс из девяти строений Валаамского монастыря на Ладожском озере, которому зодчий посвятил почти 20 лет. По приглашению игумена Дамаскина зодчий создал три церкви, кельи Никитского скита, гостиницу для паломников и водопроводный дом. Наиболее значительными постройками стали церковь скита Всех Святых и храм Николая Чудотворца на Крестовом острове. Параллельно он работал над монастырём Троице-Сергиевой пустыни на Петергофской дороге.
Горностаева считают основоположником «русского стиля», он стал первым, кто внёс в церковную русскую архитектуру византийские и романские элементы . Историк и художественный критик Владимир Стасов высоко ценил Горностаева и называл его истинно национальным художником, противопоставляя его стиль академизму Константина Тона. Отсутствие у Горностаева классического системного архитектурного образования Стасов считал «безусловно положительным фактом». Константин Быковский писал, что Горностаев имел необыкновенный дар «воссоздавать поэтичное художественное настроение сродное с тихой грустью нашей родной песни».
В 1849 году Горностаев был удостоен звания профессора Академии художеств. В 1852 году Горностаев получил золотую медаль за перестройку Римско-Католической церкви на Фонтанке. В 1853 году Горностаев принял участие в конкурсе на создание памятника Нестору Летописцу в Киеве, его проект признали лучшим, однако реализован он не был.

### Поздние годы

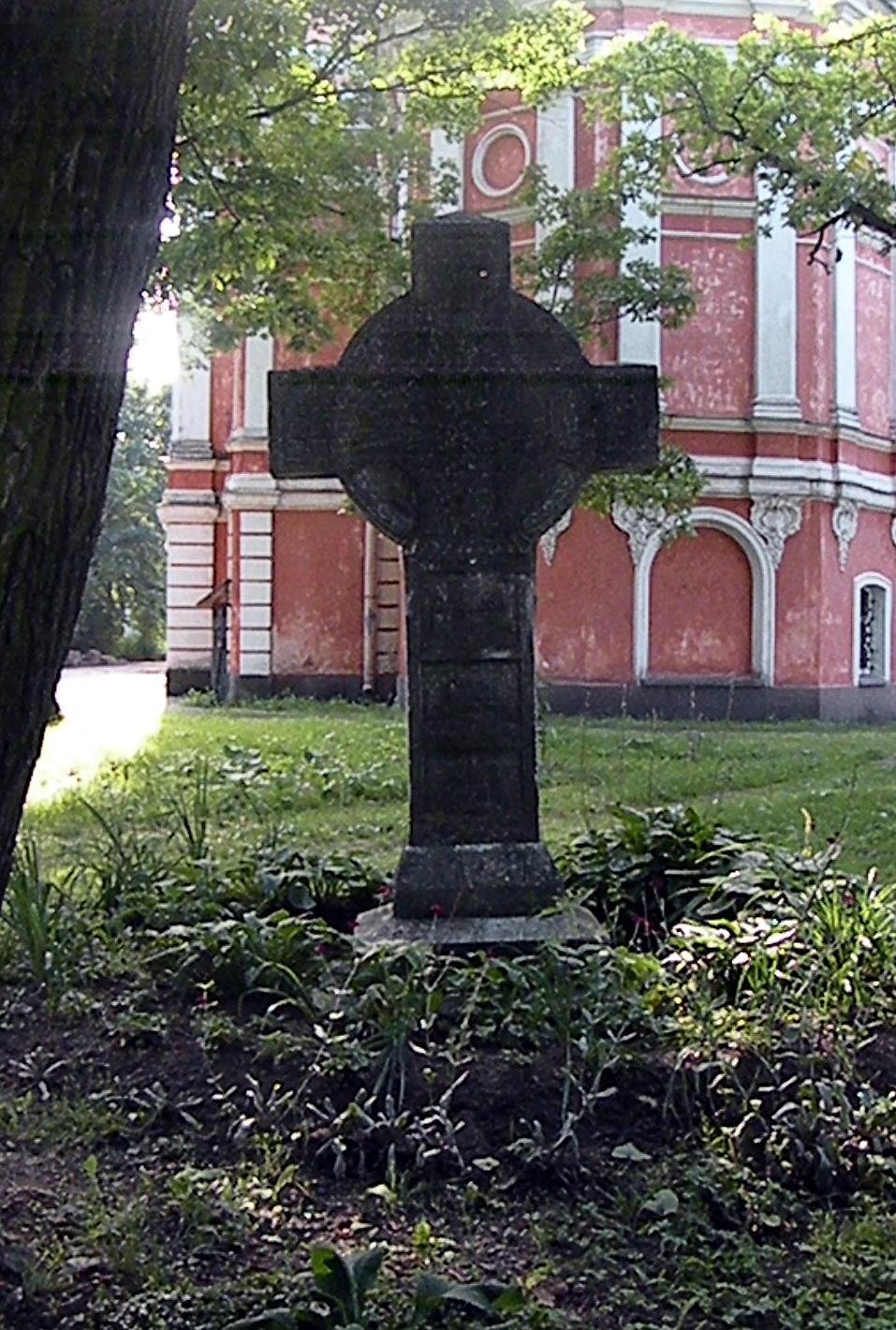
Могила А. М. Горностаева в Сергиевой Приморской пустыни

С 1856 года Горностаев был хранителем Музея христианских древностей при Академии художеств, в 1865-м он пожертвовал в её собрание 65 собранных в экспедициях редких образов и крестов. За время работы в академии воспитал ряд известных архитекторов, работавших в русском стиле (И. П. Ропет, И. И. Горностаев, В. А. Гартман, И. С. Богомолов, Ф. С. Харламов). 13 декабря 1857 года Горностаев получил звание профессора перспективы и стал преподавателем в Академии художеств. Он вёл начертательную геометрию, перспективу и теорию теней. В 1859 году Горностаев получил самый крупный в своей карьере заказ на постройку храма: по приглашению генерал-губернатора Финляндии графа Фёдора Берга он начал проектирование Успенского собора в Хельсинки. В том же году Алексей Максимович был произведён в чин коллежского советника.
Алексей Горностаев умер 18 декабря 1862 года в возрасте 55 лет, был похоронен в Троице-Сергиевой пустыни. Надгробный памятник для него создал племянник, архитектор и художник И. И. Горностаев. На беломраморном кресте вырезаны изображения работ Алексея Максимовича, а по горизонтальной перекладине славянской вязью написаны их названия. Вдова Клара Львовна (в девичестве Дженари) ежегодно получала пособие на детей от Академии художеств, равное окладу Алексея Максимовича, она пережила супруга на 30 лет.
Ранняя смерть в 55 лет застала Горностаева в период расцвета его карьеры. Помимо Успенского собора в Гельсингфорсе, он работал над проектом восстановления усыпальницы князя Дмитрия Пожарского в Суздале. Неосуществлёнными остались петербургские проекты строительства церкви на Смоленском лютеранском кладбище, перестройки Спаса на Сенной, иконостас для Троицкого собора Александро-Невской лавры.

## Проекты

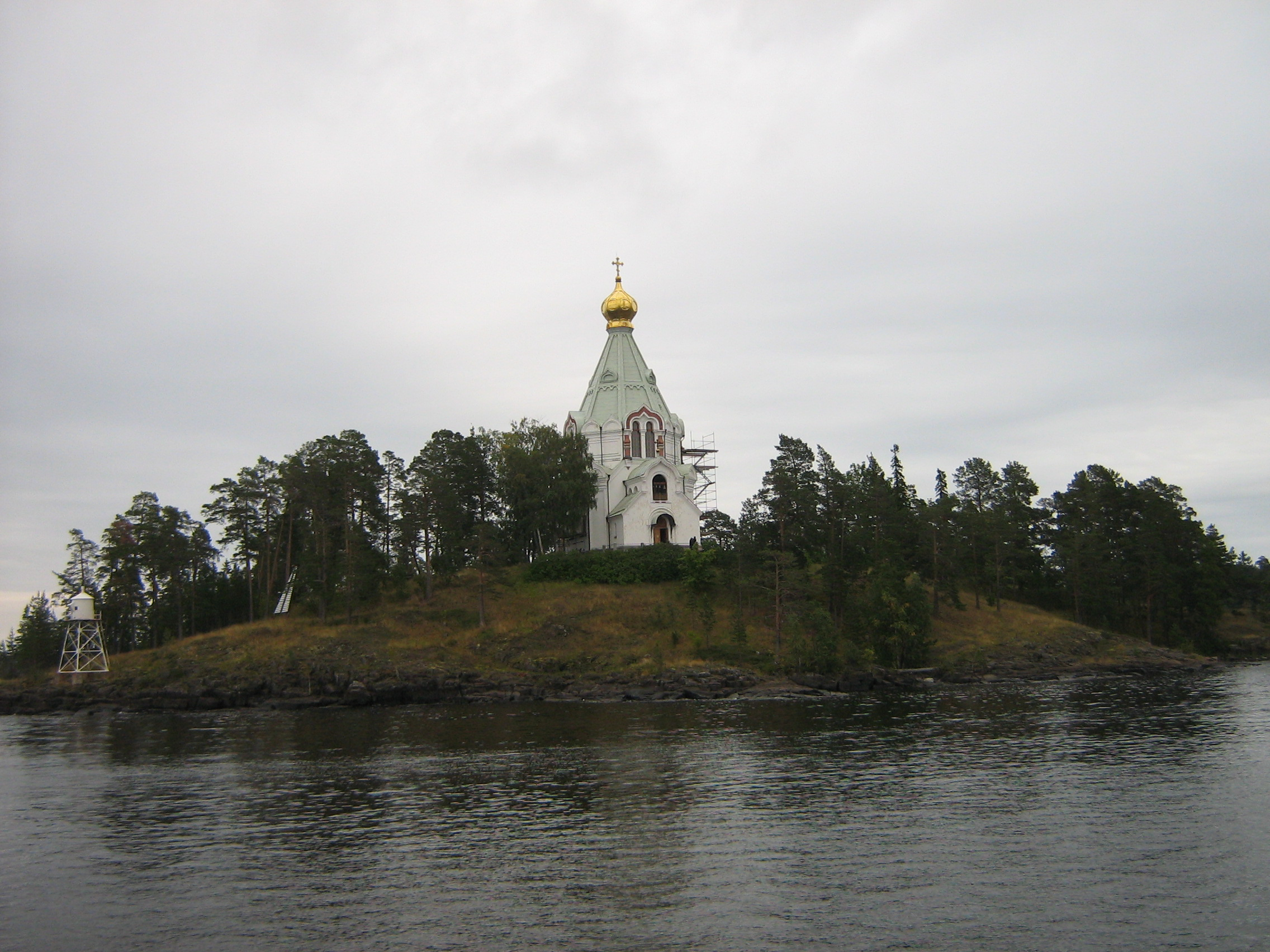
Никольский скит Валаамского монастыря. Архитектор А. М. Горностаев.

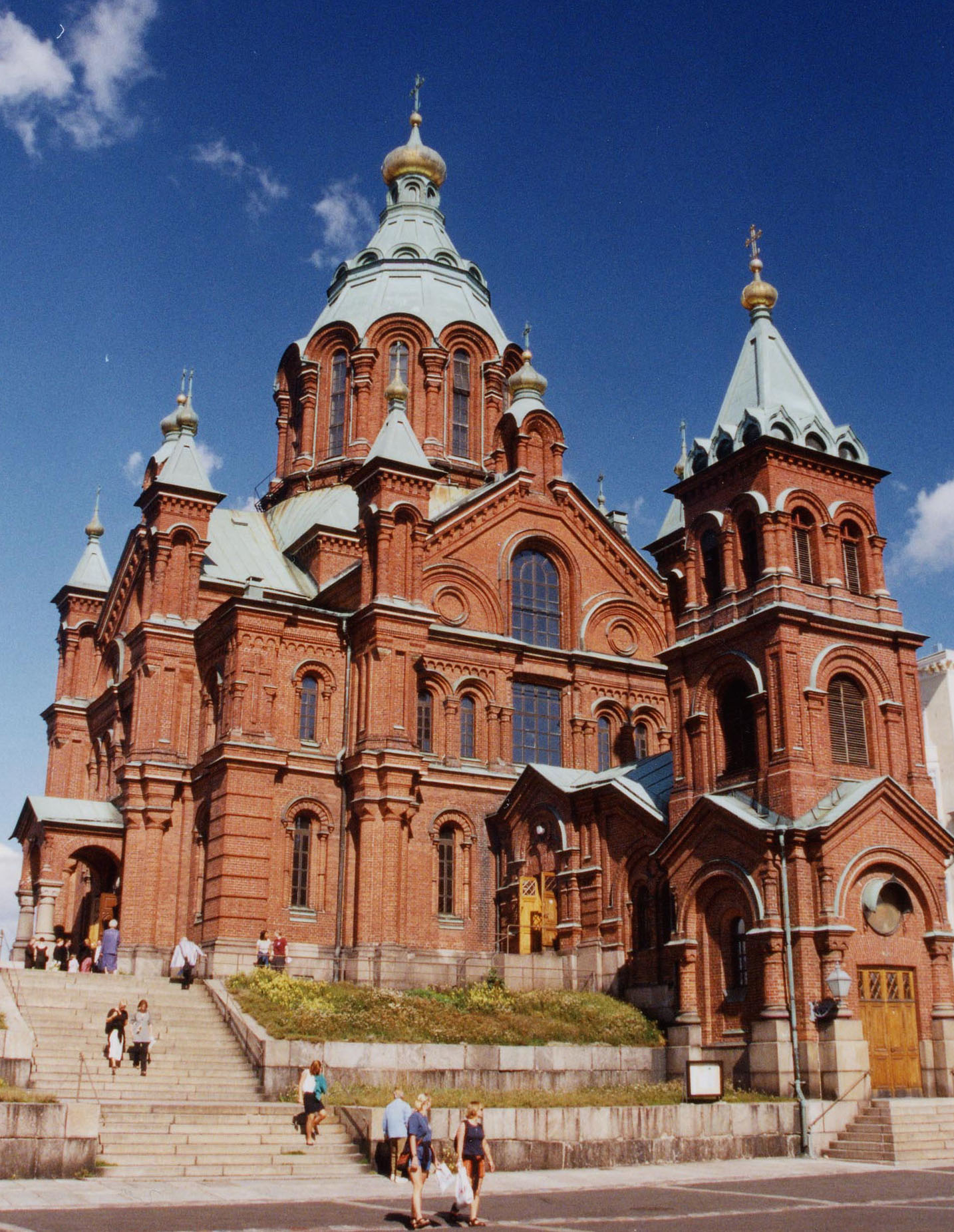
Православный Успенский собор в Хельсинки

В сборнике «Торжественные публичные собрания и отчёты Императорской Академии художеств (1837—1838)» и «Юбилейном справочнике Императорской Академии художеств (1764—1914)» указаны следующие работы Горностаева:
- 1826—1829— городские ворота в Ораниенбауме.
- 1827—1830 — Мастерские Дворцового правления в Царском Селе (ул. Малая 14)[30].
- 1830 — детский домик в Александровском парке Царского Села.
- 1831—1833 — участие в строительстве Михайловского театра под руководством А. П. Брюллова.
- 1839—1841 — усадьба Орловых-Денисовых. Отделка. Коломяги, Главная улица, д. № 32[31].
- 1840—1841 — особняк А. Ф. Шишмарёвой. Невский проспект, д. № 3. Перестройка. Совместно с А. П. Брюлловым.
- 1842 — доходный дом. Переулок Пирогова, д. № 2, правая часть. Надстройка. (Надстроен).
- 1843—1844, 1852—1855 — производственные здания и лаборатория Завода военно-врачебных заготовлений. Аптекарский проспект, д. № 9-11 / Инструментальная улица, д. № 3, д. № 3б. (Перестроены).
- 1846—1847 — здание Капитула Российских орденов. Гагаринская улица, д. № 6, правая часть. (Перестроено).
- 1848—1850— Набережная реки Фонтанки, д. № 118: здания Римско-католической коллегии — перестройка дома Державина. (Надстроены и расширены).
- Странноприимный дом для богомольцев Валаамского монастыря.
- 1851 — Никольский скит Валаамского монастыря.
- 1851—1853 — дача И. Ф. Громова на Каменном острове. 2-я Берёзовая аллея, д. № 9-11. Совместно с Л. Л. Бонштедтом. (Не сохранилась).
- 1850-е — оранжереи В. Ф. Громова в Лопухинском саду. Улица Академика Павлова, д. № 13.
- 1855—1856 — домовая Благовещенская церковь Министерства внутренних дел. Площадь Островского, д.№ 11. Совместно с В. И. Собольщиковым. (Не сохранилась).
- 1856—1857 — подворье Троице-Сергиевой лавры. Набережная реки Фонтанки, д. № 44. Перестройка. (Перестроено. Отделка фасада воссоздана в 1995).
- Большой проспект Васильевского острова, д. № 21/6-я линия, д. № 11 — внутренняя отделка Андреевского собора, 1858.
- Не позднее 1857 — проект памятника участникам штурма Евпатории в 1855 году, высочайше утвержден Александром II.
- Перестройка храма преподобного Сергия в Сергиевой Приморской пустыни, 1854—1861.
- 1859 — церковь Иоанна Златоуста в Старой Ладоге.
- Успенский собор Святогорского Успенского монастыря (город Святогорск, Донецкая область, Украина) (1859—1868 годы)
- 1859 — Успенский собор (Хельсинки) (достроен после смерти автора, в 1868).
- 1860—1861 — часовня Христа Спасителя Спасо-Преображенского Гуслицкого монастыря. Невский проспект, д. № 33а. (Снесена в 1929 году).
- 1861—1864 — флигели Митрополичьего дома Александро-Невской лавры. Набережная Монастырки, д. № 1. Перестройка.
- Усыпальница князя Пожарского в Суздале (построена после смерти автора).